# 利库斯谷
利库斯谷（Licus Vallis）是火星第勒尼安海区一条古老的河谷，它位于2°54′S 233°54′W / 2.9°S 233.9°W处，全长约219.1公里（136.1英里）， 以德国和奥地利现在的莱希河古名命名。

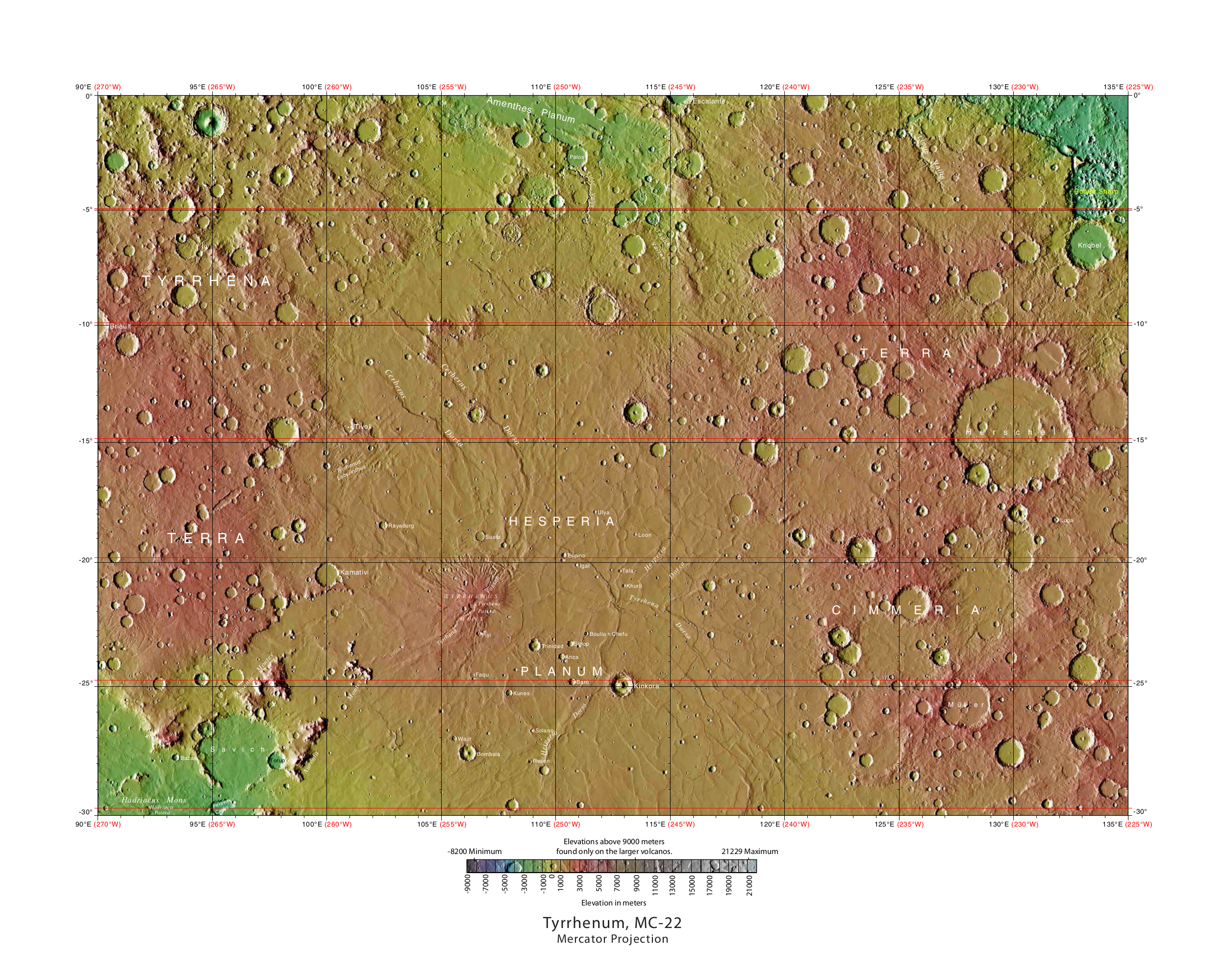
第勒尼安海区地形图

## 参引资料
1. ↑  .   [2022-06-06]. （原始内容存档于2012-04-08）.

## 另请查看
- 火星
- 高分辨率成像科学设备
- 火星水文